# كلو تشارلز
كلو تشارلز هي مغنية مؤلفة كندية، ولدت في 1985.

## وصلات خارجية
- كلو تشارلز على موقع ميوزك برينز (الإنجليزية)